# 盐通高速铁路
盐通高速铁路，是中华人民共和国江苏省一条连接盐城市与南通市的高速铁路。线路北起盐城站，南至南通西站，正线全长156.6公里，桥梁长度约占94.6%，共设车站6个。设计最高时速350km/h，初期运营速度300km/h。
盐通铁路由中国铁建股份有限公司所属中铁第五勘察设计院集团有限公司（铁五院）和苏交科集团股份有限公司进行可行性研究和勘察设计。

## 线路概况
当前线路由盐城站高速场与徐盐客运专线贯通引出，分别通过盐城市大丰区、东台市、南通市海安市、如皋市，最后接入沪苏通铁路南通西站。本线在南通西站与通苏嘉甬铁路贯通後通过沪苏通长江公铁大桥接入沪苏通铁路和沪宁沿江高铁共设的张家港站。

## 历史
- 2018年1月16日：盐通高铁开工动员会在盐城举行，正式开工建设[6]。
- 2020年6月12日，从东台开始全线长轨铺设，采取两套铺轨机和两套长轨运输列车协同作业。
- 2020年11月27日：盐通高铁开始试运行[7]。
- 2020年12月30日，盐通高铁正式开通运营[4]。

## 技术标准
- 铁路等级：客运专线。
- 正线数目：双线。
- 限制坡度：一般20‰，困难30‰。
- 路段旅客列车设计行车速度：350km/h（国道村至张家港北250km/h），局部限速。
- 最小曲线半径：一般地段7000米，困难地段5500米（国道村至张家港北一般地段3500米，困难地段3000米）。
- 线间最小距离：5.0米（国道村至张家港北4.6米）。
- 牵引种类：电力牵引。
- 到发线有效长度：650米。
- 闭塞类型：自动闭塞。

## 车站列表
| 盐通高速铁路 |          |          |                |                                  |                  |
| 车站名称     | 所在区域 | 所在区域 | 盐城站起始里程 | 接轨铁路                         | 备注             |
| 盐城站       | 盐城市   | 亭湖区   | 0              | 徐盐客运专线、青盐铁路、新长铁路 |                  |
| 盐城大丰站   | 盐城市   | 大丰区   | 23             |                                  | 规划时称大丰站   |
| 东台站       | 盐城市   | 东台市   | 59             | 新长铁路                         | 既有站新建客专场 |
| 海安站       | 南通市   | 海安市   | 98             | 新长铁路、宁启铁路、海洋铁路     | 既有站新建客专场 |
| 如皋南站     | 南通市   | 如皋市   | 124            |                                  |                  |
| 南通西站     | 南通市   | 通州区   | 155            | 沪苏通铁路                       |                  |